# Фриц Прегл
Фриц Прегл (Љубљана, 3. септембар 1869 — Грац, 13. децембар 1930) био је аустријски хемичар и лекар словеначког порекла. Познат је по примању Нобелове награде за хемију 1923. године као признање за квантитативну органску микроанализу, која је побољшала претходну технику сагоревања у елементарној анализи.

## Биографија
Прегл је рођен у Љубљани у Аустро-Угарској од оца који је говорио словеначки и мајке која је говорила немачки. Преминуо је у Грацу у Аустрији 1930.
Прегл је каријеру хемичара започео након студија медицине на Карл-Франценс Универзитет у Грацу. Са фокусом на физиологију, а посебно на хемијску физиологију, патио је од ограничења квантитативне органске микроанализе. Мале количине супстанци које је добио током истраживања жучне киселине учиниле су неопходним побољшање процеса елементарне анализе смањењем потребних компоненти. На крају свог истраживања смањио је минималну количину супстанце неопходне за процес анализе за 50 пута. Позвао је хемичаре да науче његову методу елементарне анализе, тако да је метода убрзо била широко прихваћена.
1950. године одељење Карл-Франценс Универзитета у Грацу на коме је радио Прегл добио је назив Институт за медицинску хемију и лабораторију Прегл . По њему су назване улице у Грацу, Инзбруку, Бечу и Клагенфурту. У Словенији Национални хемијски институт додељује Преглове награде сваке године од 2007. године за истраживачки рад и изванредне докторате . Словеначким ученицима додељене су награде Прегл, а ученицима средњих школа Прегл награде за одличне резултате на националним такмичењима из хемије. Трг у Љубљани је добио име по Преглу.  Награду Фритз Прегл додељује годишње од 1931. године за хемију Аустријска академија наука из средстава која јој је Прегл оставио на располагању.